# Taikona
Taikona là một chi bướm đêm thuộc họ Sesiidae.

## Các loài
- Taikona matsumurai  Arita & Gorbunov, 2001